# Sin compasión
Sin compasión (bra: Sem Compaixão) é um filme franco-méxico-peruano de 1994, dos gêneros drama e policial, dirigido por Francisco José Lombardi e escrito por Augusto Cabada. 
Foi selecionado como representante do Peru à edição do Oscar, organizada pela Academia de Artes e Ciências Cinematográficas.[carece de fontes?]

## Elenco
- Diego Bertie - Ramón Romano
- Adriana Dávila - Sonia Martinez
- Jorge Chiarella - Mayor Portillo
- Marcello Rivera - Julian Razuri
- Ricardo Fernández - Leandro Martinez